# ウィンメラ (客船)
ウィンメラ (SS Wimmera) はオーストラリアの会社ハダート･パーカー所有の蒸気船。1904年にスコットランドのグリーノックで建造された。
1918年6月25日、ウィンメラはウェリントンからスリーキングズ諸島経由でシドニーへ向かう航海に出発した。ウィンメラには乗客76名、乗員75名が乗っていた。6月26日、ウィンメラはニュージーランドのマリア・ヴァン・ディーメン岬北方でドイツの仮装巡洋艦ヴォルフにより敷設された機雷に触れ、沈没した。乗客26名が死亡した。